# مورنسی (آریزونا)
مورنسی (به انگلیسی: Morenci) یک منطقهٔ مسکونی در ایالات متحده آمریکا است که در شهرستان گرینلی، آریزونا واقع شده‌است. مورنسی ۲٫۵۵ کیلومتر مربع مساحت و ۱٬۴۸۹ نفر جمعیت دارد و ۱٬۴۴۷ متر بالاتر از سطح دریا واقع شده‌است.